# Castéra-Vignoles
Pour les articles homonymes, voir Castéra et Vignoles.
Castéra-Vignoles est une commune française située dans l'ouest du département de la Haute-Garonne, en région Occitanie. Sur le plan historique et culturel, la commune est dans le pays de Comminges, correspondant à l’ancien comté de Comminges, circonscription de la province de Gascogne située sur les départements actuels du Gers, de la Haute-Garonne, des Hautes-Pyrénées et de l'Ariège.
Exposée à un climat océanique altéré, elle est drainée par le ruisseau de la Houytère et par divers autres petits cours d'eau.
Castéra-Vignoles est une commune rurale qui compte 59 habitants en 2022, après avoir connu un pic de population de 234 habitants en 1851. Ses habitants sont appelés les Castolois ou  Castoloises.

## Géographie

### Localisation
La commune de Castéra-Vignoles se trouve dans le département de la Haute-Garonne, en région Occitanie.
Elle se situe à 65 km à vol d'oiseau de Toulouse, préfecture du département, et à 19 km de Saint-Gaudens, sous-préfecture.
Les communes les plus proches sont : 
Esparron (2,4 km), Escanecrabe (2,4 km), Lilhac (2,7 km), Montbernard (3,1 km), Ciadoux (3,8 km), Salerm (4,4 km), Montgaillard-sur-Save (4,6 km), Cassagnabère-Tournas (5,2 km).
Sur le plan historique et culturel, Castéra-Vignoles fait partie du pays de Comminges, correspondant à l’ancien comté de Comminges, circonscription de la province de Gascogne située sur les départements actuels du Gers, de la Haute-Garonne, des Hautes-Pyrénées et de l'Ariège.
Les communes limitrophes sont  Escanecrabe, Esparron, Lilhac et Montbernard.
|             | Montbernard      |          |
|             | Castéra-Vignoles | Lilhac   |
| Escanecrabe |                  | Esparron |

### Géologie et relief
La superficie de la commune est de 419 hectares ; son altitude varie de 254  à   376 mètres.

### Hydrographie

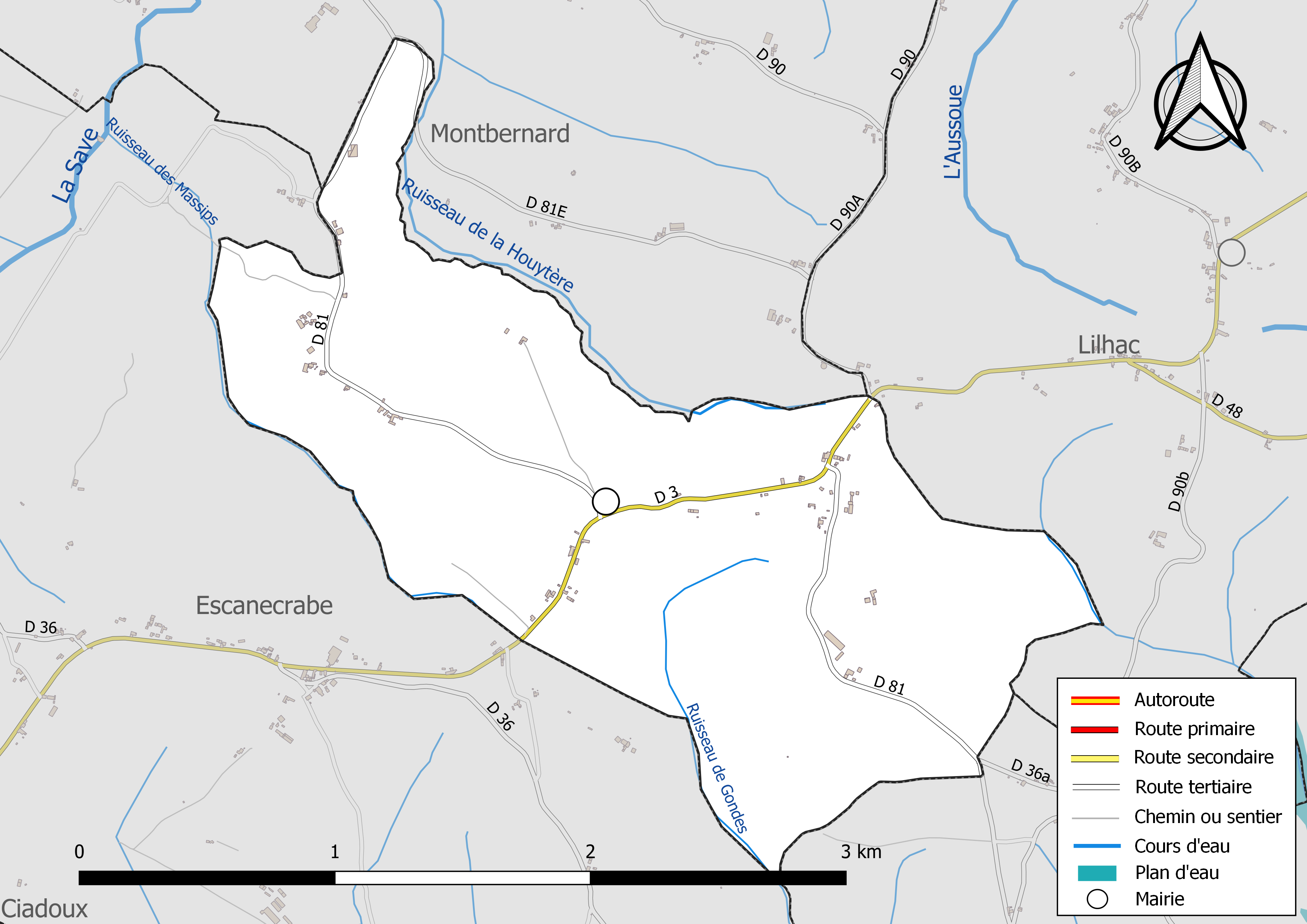
Réseaux hydrographique et routier de Castéra-Vignoles.

La commune est dans le bassin de la Garonne, au sein du bassin hydrographique Adour-Garonne. Elle est drainée par le ruisseau de la Houytère, le ruisseau de Gondes, le ruisseau des Massips et par un petit cours d'eau, constituant un réseau hydrographique de 4 km de longueur totale,.

### Climat
Pour des articles plus généraux, voir Climat de l'Occitanie et Climat de la Haute-Garonne.
En 2010, le climat de la commune est de type climat océanique altéré, selon une étude s'appuyant sur une série de données couvrant la période 1971-2000. En 2020, Météo-France publie une typologie des climats de la France métropolitaine dans laquelle la commune est toujours exposée à un climat océanique altéré et est dans la région climatique Aquitaine, Gascogne, caractérisée par une pluviométrie abondante au printemps, modérée en automne, un faible ensoleillement au printemps, un été chaud (19,5 °C), des vents faibles, des brouillards fréquents en automne et en hiver et des orages fréquents en été (15 à 20 jours).
Pour la période 1971-2000, la température annuelle moyenne est de 12,6 °C, avec une amplitude thermique annuelle de 14,8 °C. Le cumul annuel moyen de précipitations est de 920 mm, avec 9,4 jours de précipitations en janvier et 6,8 jours en juillet. Pour la période 1991-2020, la température moyenne annuelle observée sur la station météorologique la plus proche, située sur la commune de Clarac à 23 km à vol d'oiseau, est de 12,5 °C et le cumul annuel moyen de précipitations est de 804,9 mm,. Pour l'avenir, les paramètres climatiques de la commune estimés pour 2050 selon différents scénarios d'émission de gaz à effet de serre sont consultables sur un site dédié publié par Météo-France en novembre 2022.

### Milieux naturels et biodiversité
Aucun espace naturel présentant un intérêt patrimonial n'est recensé sur la commune dans l'inventaire national du patrimoine naturel,,.

## Urbanisme

### Typologie
Au 1er janvier 2024, Castéra-Vignoles est catégorisée commune rurale à habitat très dispersé, selon la nouvelle grille communale de densité à sept niveaux définie par l'Insee en 2022.
Elle est située hors unité urbaine et hors attraction des villes,.

### Occupation des sols

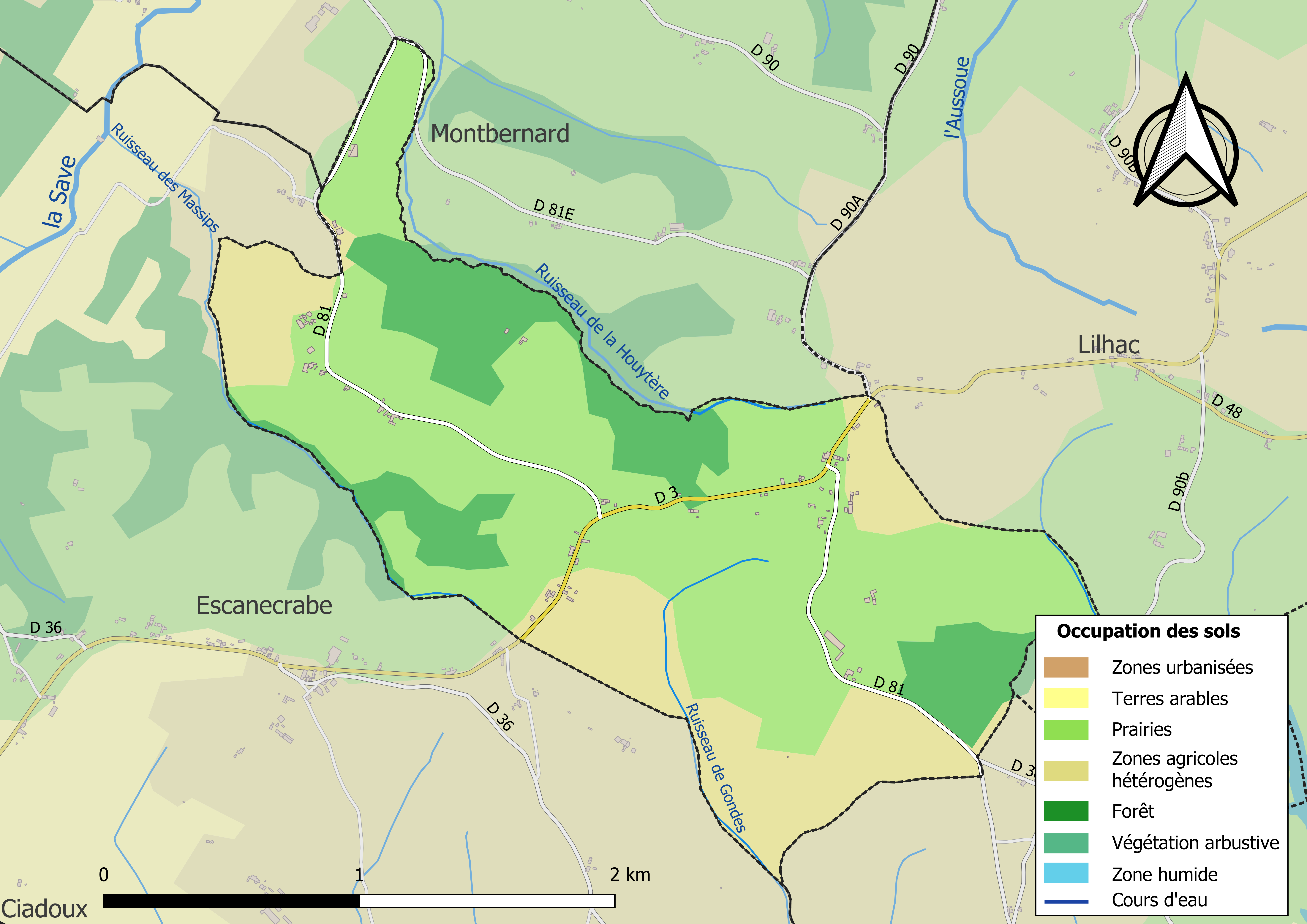
Carte des infrastructures et de l'occupation des sols de la commune en 2018 (CLC).

L'occupation des sols de la commune, telle qu'elle ressort de la base de données européenne d’occupation biophysique des sols Corine Land Cover (CLC), est marquée par l'importance des territoires agricoles (81,4 % en 2018), une proportion identique à celle de 1990 (81,4 %). La répartition détaillée en 2018 est la suivante : 
prairies (58,7 %), zones agricoles hétérogènes (22,7 %), forêts (18,6 %).
L'IGN met par ailleurs à disposition un outil en ligne permettant de comparer l’évolution dans le temps de l’occupation des sols de la commune (ou de territoires à des échelles différentes). Plusieurs époques sont accessibles sous forme de cartes ou photos aériennes : la carte de Cassini (XVIIIe siècle), la carte d'état-major (1820-1866) et la période actuelle (1950 à aujourd'hui).

### Risques majeurs
Le territoire de la commune de Castéra-Vignoles est vulnérable à différents aléas naturels : météorologiques (tempête, orage, neige, grand froid, canicule ou sécheresse), inondations et séisme (sismicité faible). Un site publié par le BRGM permet d'évaluer simplement et rapidement les risques d'un bien localisé soit par son adresse soit par le numéro de sa parcelle.
Certaines parties du territoire communal sont susceptibles d’être affectées par le risque d’inondation par débordement de cours d'eau, notamment La commune a été reconnue en état de catastrophe naturelle au titre des dommages causés par les inondations et coulées de boue survenues en 1982, 1998, 1999, 2000 et 2009,.

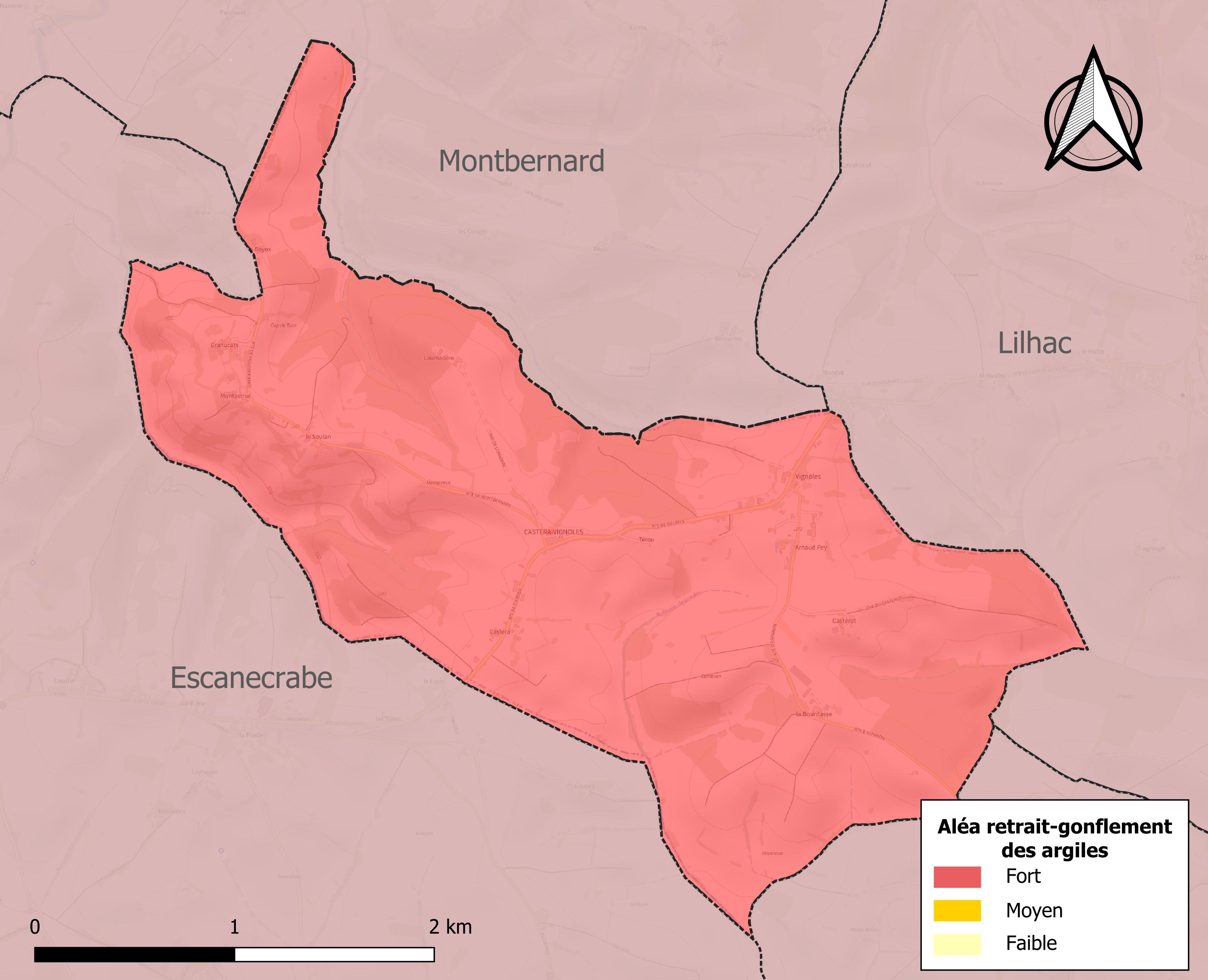
Carte des zones d'aléa retrait-gonflement des sols argileux de Castéra-Vignoles.

Le retrait-gonflement des sols argileux est susceptible d'engendrer des dommages importants aux bâtiments en cas d’alternance de périodes de sécheresse et de pluie. La totalité de la commune est en aléa moyen ou fort (88,8 % au niveau départemental et 48,5 % au niveau national). Sur les 34 bâtiments dénombrés sur la commune en 2019, 34 sont en aléa moyen ou fort, soit 100 %, à comparer aux 98 % au niveau départemental et 54 % au niveau national. Une cartographie de l'exposition du territoire national au retrait gonflement des sols argileux est disponible sur le site du BRGM,.
Par ailleurs, afin de mieux appréhender le risque d’affaissement de terrain, l'inventaire national des cavités souterraines permet de localiser celles situées sur la commune.
Concernant les mouvements de terrains, la commune a été reconnue en état de catastrophe naturelle au titre des dommages causés par la sécheresse en 1989, 2003 et 2011 et par des mouvements de terrain en 1999.

## Politique et administration

### Administration municipale
Le nombre d'habitants au recensement de 2011 étant compris entre 0 et 99, le nombre de membres du conseil municipal pour l'élection de 2014 est de sept,.

### Rattachements administratifs et électoraux
Commune faisant partie de la huitième circonscription de la Haute-Garonne, de la communauté de communes Cœur et Coteaux de Comminges et du canton de Saint-Gaudens (avant le redécoupage départemental de 2014, Castéra-Vignoles faisait partie de l'ex-canton de Boulogne-sur-Gesse et avant le 1er janvier 2017 elle faisait partie de la communauté de communes du Boulonnais).

### Liste des maires
| Période                                  | Période  | Identité       | Étiquette | Qualité         |
| ---------------------------------------- | -------- | -------------- | --------- | --------------- |
| mars 1989                                | 2008     | Aimé Furton    |           |                 |
| 2008                                     | En cours | Thierry Pouzol | SE        | Agent technique |
| Les données manquantes sont à compléter. |          |                |           |                 |

## Population et société

### Démographie
| 1793 | 1800 | 1806 | 1821 | 1831 | 1836 | 1841 | 1846 | 1851 |
| ---- | ---- | ---- | ---- | ---- | ---- | ---- | ---- | ---- |
| 122  | 121  | 129  | 125  | 132  | 135  | 224  | 232  | 234  |

| 1856 | 1861 | 1866 | 1872 | 1876 | 1881 | 1886 | 1891 | 1896 |
| ---- | ---- | ---- | ---- | ---- | ---- | ---- | ---- | ---- |
| 221  | 216  | 211  | 212  | 214  | 205  | 207  | 180  | 156  |

| 1901 | 1906 | 1911 | 1921 | 1926 | 1931 | 1936 | 1946 | 1954 |
| ---- | ---- | ---- | ---- | ---- | ---- | ---- | ---- | ---- |
| 163  | 146  | 130  | 112  | 103  | 89   | 89   | 97   | 80   |

| 1962 | 1968 | 1975 | 1982 | 1990 | 1999 | 2004 | 2006 | 2009 |
| ---- | ---- | ---- | ---- | ---- | ---- | ---- | ---- | ---- |
| 89   | 65   | 65   | 69   | 67   | 54   | 52   | 55   | 66   |

| 2014 | 2019 | 2022 | - | - | - | - | - | - |
| ---- | ---- | ---- | - | - | - | - | - | - |
| 65   | 63   | 59   | - | - | - | - | - | - |

| selon la population municipale des années : | 1968 | 1975 | 1982 | 1990 | 1999 | 2006 | 2009 | 2013 |
| Rang de la commune dans le département      | 503  | 529  | 527  | 500  | 542  | 544  | 530  | 532  |
| Nombre de communes du département           | 592  | 582  | 586  | 588  | 588  | 588  | 589  | 589  |

### Économie
L'économie de la commune est essentiellement basée sur l'agriculture.

### Enseignement
Castéra-Vignoles fait partie de l'académie de Toulouse.

## Culture locale et patrimoine

### Lieux et monuments
- Église Saint-Germier.

### Personnalités liées à la commune
- Étienne de Vignolles (1390-1442) dit La Hire. Né en 1390 à Castéra-Vignoles, il se rallie au Dauphin Charles dès le commencement des guerres, en 1418 et en se joignant à Poton de Xaintrailles. Lorsque le 22 avril 1429, Jeanne d'Arc quitte Blois pour Orléans, La Hire, âgé de trente-neuf ans, la suit. Jeanne en fit un de ses tout  premiers capitaines. Lorsque Jeanne fut prise à Compiègne par les Bourguignons le 23 mai 1430, puis vendue aux Anglais qui l'amenèrent à Rouen, La Hire n'hésita pas à tenter le coup de force pour emporter la ville. C'est en essayant de quérir des secours qu'il fut trahi par les Bourguignons et pris. Après la mort de Jeanne, il continua la lutte pour son roi : vainqueur à Gerbevoy en 1435, campagne de Normandie avec Dunois en 1438. Capitaine-général de la Normandie, seigneur de Montmorillon et châtelain de Longueville, il mourut à Montauban le 11 janvier 1442, lors de la campagne de Guyenne. Les Anglais l'avaient surnommé « la Hire-Dieu » (ira-Dei : la colère de Dieu), alors que les Français donnèrent son nom à une figure du jeu de carte : le Valet de cœur. Son tombeau se trouve à Montmorillon.

### Héraldique
| Blason de Castéra-Vignoles | Blason  | D'azur à trois grappes de raisin pamprées d'argent ; à la bordure crénelée d'or. |
| Blason de Castéra-Vignoles | Détails | Adopté en 2015.                                                                  |

## Pour approfondir